# Moinho ao Sol
Moinho ao Sol (em holandês: Molen bij zonlicht ) é uma pintura a óleo sobre tela realizada por pelo artista holandês Piet Mondrian em 1908. Está exposta no Gemeentemuseum, em Haia (Países Baixos). Neste período - 1908 a 1910 -, Mondrian estava a passar por uma fase luminista. Esta pintura de um moinho, tema muito querido por Mondrian, revela um certo divisionismo ao "destruir" o aspecto mais natural do edifício (comparar com O Moinho de 1907-1908), apresentando, apenas, pontos de cor intensa.